# Crinivirus
Genre
Espèces de rang inférieur
- espèce-type: Lettuce infectious yellows virus

Crinivirus est un genre de virus qui infectent les plantes (phytovirus). Ce genre, rattaché à la famille des Closteroviridae, comprend 14 espèces officiellement décrites, dont le LIYV (Lettuce infectious yellows virus), le virus de la jaunisse infectieuse de la laitue, qui est l'espèce-type, et deux espèces proposées.
Ce sont des virus à ARN simple brin à polarité positive (ssRNA). Les virions, non enveloppés, sont constitués d'une capside filamenteuse, très flexueuse, à symétrie hélicoïdale d'une longueur de 1200 à 2000 nm et d'une largeur de 10 à 13 nm.
Le génome, bipartite, compte entre 7500 et 19500 nucléotides.
Ces virus sont le plus souvent transmis par des insectes vecteurs de l'ordre des Hémiptères et de la famille des Aleyrodidae (aleurodes), sur un mode semi-persistant. Il s'agit en particulier de l'aleurode du tabac (Bemisia tabaci) et de l'aleurode des serres (Trialeurodes vaporariorum).
La gamme des plantes-hôtes, relativement restreinte, est estimée à environ 150 espèces de plantes dicotylédones, parmi lesquelles de nombreuses plantes cultivées, notamment des graminées (Poaceae), et diverses plantes maraîchères (betteraves, laitues, patates douces, tomates, diverses cucurbitacées...).
Les symptômes consistent généralement en un jaunissement du limbe foliaire internervaire, surtout dans les parties basses de la plante, associé selon les espèces-hôtes à des pertes de vigueur végétative et des baisses de rendement. Ces symptômes peuvent parfois être confondus avec ceux résultant de carences minérales ou de l'effet de certains pesticides.

## Liste des espèces
Selon NCBI (20 janvier 2021) :
- Abutilon yellows virus
- Bean yellow disorder virus
- Beet pseudoyellows virus beet pseudo yellows virus
- Blackberry yellow vein-associated virus
- Cucurbit yellow stunting disorder virus
- Diodia vein chlorosis virus
- Lettuce chlorosis virus
- Lettuce infectious yellows virus
- Potato yellow vein virus
- Strawberry pallidosis-associated virus
- Sweet potato chlorotic stunt virus
- Tetterwort vein chlorosis virus
- Tomato chlorosis virus
- Tomato infectious chlorosis virus